# Оверквотинг
Оверкво́тинг (англ. overquoting) (не путать с «Overcitation», «Излишнее цитирование») — одна из проблем при написании текста в телекоммуникационных сетях, при которой происходит избыточное цитирование источника поста.
Под оверкво́тинг понимается неумеренное, избыточное цитирование постов на сетевых форумах, e-mail, новостной группе или эхоконференции когда текст автора намного меньше, чем объем цитат, что доставляет неудобство для читателя и заставляет пролистывать цитаты. Такое цитирование считается бессмысленным и располагается непосредственно перед ответом, или же многократно вкладывается в сообщение.
Избыток цитат в тексте затрудняет нахождение и понимание собственной, высказываемой в данный момент, мысли автора. Запрещён во многих эхоконференциях и форумах.

## Этимология
Англицизм over — сверх, quoting — цитирование.
Считается, что изначально термин использовался в компьютерных сетях Фидо, считалось, что первоначальная строгость в отношении оверквотинга была обусловлена тем, что он сильно увеличивает трафик, и это было особенно болезненно во времена модемной связи. Теперь, когда почта в Фидо передаётся по высокоскоростным каналам, это не так актуально, но в сети уже сложилась определённая культура цитирования. Умелое цитирование позволяет удерживать нить беседы и всегда легко продолжить её, даже если прошло длительное время. На форумах оверквотинг вынуждает читателей использовать скролл, что вызывает раздражение, считается признаком невоспитанности.